# أناتولي لوجونوف
اناتولي لوجونوف (بالإنجليزية: Anatoly Logunov)‏ (و. 1926 – 2015 م) هو فيزيائي من الاتحاد السوفيتي . ولد في سمارا أوبلاست . تولى منصب rector of Moscow State University .
وكان عضواً في الحزب الشيوعي السوفيتي .وكان عضواً في الأكاديمية الروسية للعلوم، واللجنة المركزية للحزب الشيوعي السوفيتي .
توفي في موسكو ، عن عمر يناهز 89 عاماً.

## التعليم
تعلم في جامعة موسكو الحكومية

## جوائز
حصل على جوائز منها:
- جائزة الدولة السوفيتية
- وسام شارة الشرف
- Order For Services to the Fatherland 2nd degree
- بطل العمل الاشتراكي
- وسام لينين
- Order For Services to the Fatherland 3rd degree.